# Chilomycterus antennatus
Chilomycterus antennatus es una especie de pez de la familia Diodontidae en el orden de los Tetraodontiformes.

## Morfología
Los machos pueden llegar alcanzar los 38 cm de longitud total.

## Hábitat
Es un pez de mar de clima tropical y asociado a los  arrecifes de coral que vive entre 2-13 m de profundidad.

## Distribución geográfica
Se encuentra en el Atlántico occidental (desde el sureste de Florida y Bahamas hasta el norte de Sudamérica) y el Atlántico oriental (frente a las costas de Mauritania ).